# Посткапіталізм
Посткапіталізм — будь-яка гіпотетична майбутня економічна система, яка повинна замінити капіталізм як домінуючу форму  економіки.

## Посткапіталістичні системи
Існує ряд пропозицій щодо створення нової економічної системи, яка замінить капіталізм. Деякі з них припускають, що заміна капіталізму відбудеться через еволюційні процеси, коли капіталізм застаріє, а інші моделі пропонують штучну зміну капіталізму. Найбільш поширеними пропозиціями є:

### Соціалізм
Соціалізм — економічна, соціально-політична система соціальної рівності, що характеризується тим, що процес виробництва і розподілу доходів знаходиться під контролем суспільства; найважливішою категорією, яка відрізняється від комуністичної ідеології, тим що зберігається власність на свої результати праці у членів суспільства на всі часи розвитку суспільства і відсутнє привласнення результатів чужої праці, є суспільна власність на територіальний, інтелектуальний простір і простір виробництва продуктів, але при цьому основними є Індивідуальна власність і  групова власність (трудових колективів — тих хто виробляє продукт) на засоби виробництва продукту.

### Комунізм
Комунізм (від лат. commūnis — «спільний») — у марксизмі організація  суспільства, при якій економіка ґрунтується на  суспільній власності на засоби виробництва.

### Анархо-комунізм
Анархо-комунізм (також званий лібертарний комунізм) (від грец. αναρχία — безвладдя; лат. commūnis — спільний) — це один з напрямків анархізму, метою якого є встановлення  анархії (тобто безвластного суспільства, в якому відсутні  ієрархія і примус), заснованого на  взаємодопомозі і солідарності всіх людей.
Головним теоретиком, який надав ідеї анархо-комунізму струнку, закінчену форму вважається Петро Олексійович Кропоткін (1842–1921), який при цьому зовсім не був першим анархістом-комуністом.

### Технократія
Технократія (грец. τέχνη, «майстерність» + грец. κράτος, «влада») — суспільство, побудоване на основі концепції технократизму;  Меритократичне суспільство, де влада належить науково-технічним фахівцям.

### Ресурсо-орієнтована економіка
Ресурсо-орієнтована економіка (англ. Resourse Based Economy) — це система, в якій всі товари і послуги доступні без використання будь-якого товарно-грошового обміну ( грошей, бартеру тощо). Ресурсо-орієнтована економіка можлива лише в тому випадку, якщо всі природні ресурси будуть визнані спільною спадщиною всіх жителів  планети. <! — Потрібні серйозні обґрунтування того, що якщо всі ресурси зробити народним надбанням дійсно стає можливим «ресурсо-орієнтована економіка». Чи не виявиться потім, що така можливість з'явиться тільки в одній окремо взятій країні, а всі інші просто позбавлятися яких прав на природні ресурси на їх території. Однак, якщо вважати, що ресурсів не вистачає, то їх не вистачає і при ринковій системі, але розподіляються при ринковій вони нерівномірно -> Основні передумови теорії РОЕ укладені в тому, що планета рясніє ресурсами, необхідними для створення будь-яких матеріалів, а практика нормування ресурсів допомогою  монетарних методів не має відношення до зворотних результатів для виживання людства. Термін «ресурсо-орієнтована економіка» отримав широке розповсюдження завдяки популяризації робіт  Жака Фреско в рамках  проекту «Венера».

## Ресурси Інтернету
- Що таке посткапіталізм? [Архівовано 12 липня 2011 у Wayback Machine.]
- The Associative Economy: Insights beyond the Welfare System and into Post-Capitalism [Архівовано 4 червня 2011 у Wayback Machine.]
- Пересування посткапіталізму і капіталістичної еліти